# 平尾譲一
平尾 譲一（ひらお じょういち、1988年1月30日 - ）は、滋賀県出身の、日本の柔道家。階級は81kg級。身長177cm。組み手は左組み。

## 経歴
祖父が創設した清心館で柔道を始めた。田上中学3年の時には全国中学校柔道大会81kg級で3位になった。
京都学園高校から中央大学へ進学すると、1年の時に全日本ジュニアで3位だった。4年の時には学生体重別で2位となった。2010年には吉田秀彦が柔道部監督を務めるパーク24の所属となると、2011年の実業個人選手権では準決勝で旭化成の海老泰博に背負投で敗れて3位だった。2012年には全日本選手権への出場も果たすが、初戦で敗れた。2014年の実業個人選手権では海老に指導3で敗れて2位だったが、全日本実業柔道連盟によって派遣された世界ランキング対象大会であるヨーロッパオープン・リスボンでシニアの国際大会初優勝を飾った。
2015年に引退すると、カナダナショナルチーム監督のニコラス・ギルに招聘されて、ロンドンオリンピック81kg級銅メダリストのアントワーヌ・ヴァロア＝フォルティエなどナショナルチームメンバーの稽古相手を務めることになった。2019年にはケベックにGatame Judo Clubを創設した。一方でBJJにも取り組み、世界柔術選手権の紫帯部門に出場した。

## 戦績
- 2002年 -　全国中学校柔道大会　3位
- 2006年 -　全日本ジュニア　3位
- 2009年 -　学生体重別　2位
- 2011年 -　実業個人選手権　3位
- 2012年 -  実業個人選手権　優勝
- 2013年 -  実業個人選手権　3位
- 2014年 -　実業個人選手権　2位
- 2014年 -　ヨーロッパオープン・リスボン　優勝

(出典、JudoInside.com)。